# Ruth Mountaingrove
Ruth Mountaingrove (Filadelfia, 21 de febrero de 1923 - Eureka, 18 de diciembre de 2016), de soltera Ruth Shook, fue una fotógrafa, poeta y música estadounidense, feminista lesbiana radical conocida por sus fotografías que documentan el movimiento lésbico por la tierra en el sur de Oregón.

## Trayectoria
Nació como Ruth Shook el 21 de febrero de 1923, en Filadelfia, Pensilvania, hija de Edith Shelling y Herbert Daniel Shook. En 1945, obtuvo una Licenciatura en Ciencias de la Educación de Kutztown University, con especialización en inglés y español. En 1946 publicó un libro de poemas, Ritmos de primavera, y se casó con Bern Ikeler. En 1965, tras diecinueve años de matrimonio y cinco hijos, se divorciaron. En 1966, Mountaingrove se unió al capítulo de Filadelfia de la Organización Nacional de Mujeres y trabajó para cambiar las leyes sobre el aborto. Ayudó a fundar Women in Transition escribiendo para el periódico, ayudando a mujeres maltratadas y ayudó a facilitar el primer grupo de lesbianas de la ciudad.

## RevistaWomenSpirit
Conoció a su futura socia Jean en 1970 y descubrió que era lesbiana. Comenzó a ganarse la vida escribiendo para una revista, Country Women, y el periódico Women's Press, en Eugene, Oregon. Por ser lesbianas, ella y Jean fueron expulsadas de su casa en Mountain Grove. : 377 Country Women las apoyó para encontrar un hogar en la costa oeste. En 1971 se mudaron al sur de Oregón, tomando el nombre de la comunidad intencional donde vivieron durante dos años, Mountain Grove. Se mudaron a Golden, Oregon, que era una comuna gay y fundaron WomanSpirit, una publicación trimestral feminista lesbiana publicada colectivamente cerca de Wolf Creek, Oregon, de 1974 a 1984. La revista se fundó inspirada en la experiencia de escribir para Country Women. Fue el primer periódico lésbico /feminista estadounidense dedicado tanto al feminismo como a la espiritualidad. Querían que todas las mujeres sintieran que tenían muchas otras personas que compartían el mismo espíritu y las mismas experiencias.

## Fideicomiso de tierras de mujeres de Oregon
Con el espíritu de eliminar "hombre" y "hombres" de las descripciones de su trabajo, Mountaingrove y Tee Corinne dirigieron talleres de fotografía "ovulares" en lugar de "seminarios" sobre fotografía, The Blatant Image (una revista de fotografía feminista) surgió de los talleres ovulares.
Ruth tomó las fotografías incluidas en los materiales que Phillis Lyon y Del Martin recopilaron para su revista llamada Lesbian Love and Liberation (1973).
Las Mountaingrove compraron un terreno en 1978, llamado Rootworks, donde Ruth Mountaingrove publicó el libro Turned on Woman's Songbook y un libro de poesía, Para aquellos que no pueden dormir. Entre 1974 y 1986, Mountaingrove pasó un período de 12 años fotografiando mujeres de la comunidad lésbica de Oregón y otras partes de Estados Unidos. Fotografió reuniones del Oregon Women's Land Trust, documentando sus vidas en OWL Farm, una comunidad terrestre de lesbianas del sur de Oregón que brinda "acceso a tierras rurales para poder vivir fuera de la cultura patriarcal dominante".
Las Mountaingrove se separaron en 1985. Después de mudarse en 1986 a Arcata, California, el arte de Mountaingrove pasó de la fotografía documental a imágenes digitales y de cuarto oscuro más experimentales a través de un proceso que ella llamó "dibujar con luz", explorando la fotografía como un medio artístico abstracto, "como los dibujos en tinta sumi, o en algunos casos como cuadros". Su fotografía se exhibió en California, Massachusetts, Oregón, Pensilvania, Texas y Washington, y realizó exposiciones individuales en tres lugares: Northcoast Internet, SHNEngineering y The Lesbian, Gay, Bi-sexual, Transgendered Center.
Mountaingrove murió el 18 de diciembre de 2016, a los 93 años, en Ida Emmerson Hospice House en Eureka.